# Кильон
Кильон (исп. Quillón) — город в Чили. Административный центр одноимённой коммуны. Население — 7285 человек (2002).   Город и коммуна входит в состав провинции Дигильин и области Ньюбле.
Территория коммуны — 423 км². Численность населения — 15 475 жителей (2007). Плотность населения — 36,58 чел./км².

## Расположение
Город  расположен в 35 км юго-западнее административного центра области — города Чильян.
Коммуна граничит:
- на севере — с коммуной Ранкиль
- на северо-востоке — с коммуной Чильян
- на востоке — с коммуной Бульнес
- на юго-востоке — с коммуной Пемуко
- на юге — с коммуной Юмбель, Кабреро
- на западе — с коммуной Флорида

## Демография
Согласно сведениям, собранным в ходе переписи Национальным институтом статистики,  население коммуны составляет 15 475 человек, из которых 7797 мужчин и 7678 женщин.
Население коммуны составляет 0,78 % от общей численности населения области Био-Био. 42,78 % относится к сельскому населению и 57,22 % — городское население.